# Neussargues en Pinatelle
Neussargues en Pinatelle était, entre le 1er décembre 2016 et le 1er janvier 2025, une commune nouvelle française située dans le département du Cantal et la région administrative Auvergne-Rhône-Alpes.

## Géographie

### Localisation
Elle est située à l'est des monts du Cantal, à la confluence des rivières Alagnon et Allanche. Elle est aussi à la rencontre des planèzes de Saint-Flour et de Chalinargues, du Cézallier et de la Margeride.

### Hydrographie
Elle est parcourue par la rivière Alagnon, issue des monts du Cantal, et par la rivière Allanche.

### Climat
Pour des articles plus généraux, voir Climat d'Auvergne-Rhône-Alpes et Climat du Cantal.
En 2010, le climat de la commune est de type climat océanique altéré, selon une étude du CNRS s'appuyant sur une série de données couvrant la période 1971-2000. En 2020, Météo-France publie une typologie des climats de la France métropolitaine dans laquelle la commune est exposée à un climat de montagne ou de marges de montagne et est dans une zone de transition entre les régions climatiques « Ouest et nord-ouest du Massif Central » et « Nord-est du Massif Central ».
Pour la période 1971-2000, la température annuelle moyenne est de 8,6 °C, avec une amplitude thermique annuelle de 15,8 °C. Le cumul annuel moyen de précipitations est de 905 mm, avec 9,7 jours de précipitations en janvier et 7 jours en juillet. Pour la période 1991-2020, la température moyenne annuelle observée sur la station météorologique de Météo-France la plus proche, sur la commune de Coltines à 4 km à vol d'oiseau, est de 7,8 °C et le cumul annuel moyen de précipitations est de 734,2 mm,. Pour l'avenir, les paramètres climatiques de la commune estimés pour 2050 selon différents scénarios d'émission de gaz à effet de serre sont consultables sur un site dédié publié par Météo-France en novembre 2022.

## Urbanisme

### Typologie
Au 1er janvier 2024, Neussargues en Pinatelle est catégorisée commune rurale à habitat très dispersé, selon la nouvelle grille communale de densité à 7 niveaux définie par l'Insee en 2022. Elle est située hors unité urbaine et hors attraction des villes,.

### Voies de communication et transports
Elle est parcourue par la route nationale 122 qui traverse le département d'est en ouest et par la départementale 679 qui joint Bort-les-Orgues à Saint-Flour par Condat et Allanche.
La gare ferroviaire de Neussargues est desservie par la ligne de Figeac à Arvant et par la ligne de Béziers à Neussargues.

## Toponymie
Elle tire son nom de l'ancien hameau de Neussargues, devenu en 1872 chef-lieu de Neussargues-Moissac et de la forêt de la Pinatelle qui est un massif forestier important sur les communes de Chalinargues et Chavagnac et dont l'essence dominante est le pin sylvestre.

## Histoire
Elle est issue de la fusion des communes de Celles, Chalinargues, Chavagnac, Neussargues-Moissac et Sainte-Anastasie, qui deviennent des communes déléguées, le 1er décembre 2016,. Son chef-lieu se situe à Neussargues-Moissac.
À la demande de quatre des cinq anciennes communes constitutives, elle cesse d'exister le 1er janvier 2025 et les territoires des anciennes communes seront rétablis,.

## Politique et administration

### Administration municipale

#### Liste des maires
| Période       | Période       | Identité          | Étiquette | Qualité |
| ------------- | ------------- | ----------------- | --------- | --- |
| décembre 2016 | mai 2020      | Ghyslaine Pradel  | DVD       | Conseillère départementale (canton de Murat, 2015 → 2021) Présidente de Hautes Terres Communauté (2017 → 2020) |
| mai 2020      | décembre 2024 | Michel Porteneuve | SE        | 2e vice-président de Hautes Terres Communauté chargé des travaux (2020 → )                                     |

#### Communes déléguées
| Nom                         | Code Insee | Intercommunalité            | Superficie (km2) | Population (dernière pop. légale) | Densité (hab./km2) |
| --------------------------- | ---------- | --------------------------- | ---------------- | --------------------------------- | ------------------ |
| Neussargues-Moissac (siège) | 15141      | CC Hautes Terres Communauté | 13,62            | 834 (2022)                        | 61                 |
| Celles                      | 15031      | CC Hautes Terres Communauté | 18,35            | 217 (2022)                        | 12                 |
| Chalinargues                | 15035      | CC Hautes Terres Communauté | 27,55            | 311 (2022)                        | 11                 |
| Chavagnac                   | 15047      | CC Hautes Terres Communauté | 16,58            | 91 (2022)                         | 5,5                |
| Sainte-Anastasie            | 15171      | CC Hautes Terres Communauté | 15,88            | 124 (2022)                        | 7,8                |

### Intercommunalité
La commune nouvelle est substituée aux communes de Celles, Chalinargues, Chavagnac, Neussargues-Moissac et Sainte-Anastasie au sein de Hautes Terres Communauté à partir du 1er janvier 2017.

## Population et société

### Démographie

#### Évolution démographique
L'évolution du nombre d'habitants est connue à travers les recensements de la population effectués dans la commune depuis sa création.

En 2022, la commune comptait 1 577 habitants, en évolution de −14,48 % par rapport à 2016 (Cantal : −1,08 %, France hors Mayotte : +2,11 %).
| 2015  | 2016  | 2017  | 2022  |
| ----- | ----- | ----- | ----- |
| 1 871 | 1 844 | 1 818 | 1 577 |

#### Pyramide des âges
La population de la commune est relativement âgée. En 2021, le taux de personnes d'un âge inférieur à 30 ans s'élève à 20,3 %, soit un taux inférieur à la moyenne départementale (26,5 %). À l'inverse, le taux de personnes d'un âge supérieur à 60 ans (44,5 %) est supérieur au taux départemental (36,6 %).
En 2021, la commune comptait 787 hommes pour 866 femmes, soit un taux de 52,39 % de femmes, supérieur au taux départemental (51,1 %).
Les pyramides des âges de la commune et du département s'établissent comme suit :
| Hommes | Classe d’âge | Femmes |
| ------ | ------------ | ------ |
| 1,2    | 90 ou +      | 4,6    |
| 13,3   | 75-89 ans    | 14,6   |
| 27     | 60-74 ans    | 28,2   |
| 23,1   | 45-59 ans    | 22     |
| 12,6   | 30-44 ans    | 12,7   |
| 13,2   | 15-29 ans    | 9,4    |
| 9,7    | 0-14 ans     | 8,5    |

| Hommes | Classe d’âge | Femmes |
| ------ | ------------ | ------ |
| 1,2    | 90 ou +      | 3,1    |
| 10,1   | 75-89 ans    | 13,5   |
| 22,9   | 60-74 ans    | 22,6   |
| 21,8   | 45-59 ans    | 20,5   |
| 16,1   | 30-44 ans    | 15,2   |
| 13,8   | 15-29 ans    | 11,9   |
| 14,2   | 0-14 ans     | 13,3   |

## Économie
- L'usine de charbon de bois du Groupe Bordet Maître Feux[18] a cessé son activité en 2015.

## Culture locale et patrimoine

### Lieux et monuments
- Église Saint-Hilaire de Moissac
- Château de Chavagnac
- Commanderie de Celles
- Lac du Pêcher